# Majs og muligheder
|  | Denne artikel er oprettet af botten Steenthbot ud fra en ekstern database. Den kan derfor have sproglige fejl eller mangler. Denne skabelon kan fjernes efter kontrol af indholdet. |

Majs og muligheder er en dansk dokumentarfilm fra 1990 instrueret af Birgitte Markussen og H.H. Philipsen og efter manuskript af H.H. Philipsen og Birgitte Markussen.

## Handling
En video om en nord-mexicansk bonde, som befinder sig i et loyalitets-dilemma. José er en 'mellemmand', dvs. at han både skal kæmpe for bøndernes interesser som ejido-leder (kollektivt landbrug) og være talsmand for regeringens nye 'udviklingsplan' for..